# Volapük Wikipedie
Volapük Wikipedie (Vükiped) je jazyková verze Wikipedie v jazyce Volapük. Byla vytvořena v roce 2004 a dnes je to druhá největší Wikipedie v umělém jazyce. V lednu 2022 obsahovala přes 127 000 článků a pracovali pro ni 2 správci. Registrováno bylo přes 31 000 uživatelů, z nichž bylo asi 40 aktivních. V počtu článků byla 64. největší Wikipedie.